# BLACK WOLVES SAGA
『BLACK WOLVES SAGA』(ブラック ウルヴス サーガ)はRejetが企画/開発、PC版はRejetより発売、PSP版はオトメイトより発売している女性向け恋愛ゲームである。「ふたつでひとつの世界」としてPC版とPSP版が存在する。PC版『BLACK WOLVES SAGA - Bloody Nightmare -』は2012年4月26日に発売。PSP版『BLACK WOLVES SAGA - Last Hope -』は2012年12月20日に発売された。イラストは黒裄が担当。PC版とPSP版が共に収録されたPlayStation Vita版『BLACK WOLVES SAGA - Weiβ und Schwarz -』が2017年1月26日に発売された。
PC版とPSP版ではそれぞれテーマとストーリーが異なり、PC版では双子の王子・メヨーヨとオージェがメインとなっており、PSP版では狼種の青年・ラスがメインとなっている。PC版とPSP版でのキャラクターは共通である。BLACK WOLVES SAGAは「BWS」、「ブラウル」と略される。また、PC版・Bloody Nightmareは「BN」、PSP版・Last Hopeは「LH」、Vita版・Weiβ und Schwarzは「WS」と略される。

## ストーリー
これは彼の異国の地に伝わる、狼と人の赦されざる愛　呪われた伝承
物語の舞台となるのは、四方を豊かな大自然、美しい森に囲まれたウェブリン王国。謎の疫病「ゾディバ」の原因は狼だという噂により、「狼狩りの令(ジェノサイド ウルフ)」が下される。物語はその10年後が描かれる。シャルメッセンの塔に幽閉されるようにして育ってきた主人公・フィオナの望みはただ一つ。「―――外の世界を、見てみたい。」
物語はその望みがPC版とPSP版それぞれ異なった形で叶った状態で始まる。PC版では、猫の双子王子に魔女の嫌疑で強引に城に連れて行かれ、軟禁生活を送ることになる。PSP版では、狼種の青年・ラスに塔の外へ連れて行かれ、共に双子の王子からの逃亡生活を送ることになる。
フィオナは他種族と触れ合うことによって、疫病・ゾディバに関する数々の秘密に気付いていく。

## 登場人物
本作品の登場キャラには8つの種族が存在する。
- 人間種（ヒューマ）
- 狼種（ヴォルフ）
- 猫種（キャッシィ）
- 犬種（フント）
- 兎種（ラビッツ）
- 獅子種（レーヴェ）
- 鼠種（ラーテ）
- 熊種（ベアーレ）※Last Hopeにて登場。

※2012年8月の現時点では主にPC版・Bloody Nightmareでの設定を記載する。

### メインキャラクター
フィオナ・ガーランド
本作品の主人公（名前変換可能）。人間種。16歳。プレイヤーはフィオナ目線でストーリーを進めていくことになる。
人間種の中でも極めて特殊なロベイラ種のため病弱である。父親からの寵愛と様々な事情のため、塔の中で幽閉まがいの生活を送っていた。そのため、「外の世界を見たい」と望んでいた。
PC版では双子に魔女の嫌疑を掛けられる所から、PSP版ではラスと出会い共に逃亡生活を送る所から、物語は始まる。
PC版ではメヨーヨに求婚されていたが、PSP版ではメヨーヨの許嫁という立場になっている。
ラス・ヴォガード
声：梶裕貴
狼種。18歳。アルルの弟。寡黙な性格で、言葉より行動で意思を見せる。
逃亡生活を送っていた為に人と口を利くことに慣れていない。どうせ狼種として排斥されるだけなのだろうという諦念もあるため、他人と口を利く必要はないとも思っている。
その一方でフィオナを気遣ったり、人を殺すことに躊躇いを感じているなど、純粋で優しく、非情になりきれない一面を持つ。幼少時に母と姉を殺されているという壮絶な過去を持つ。
メヨーヨ・フォン・ガバルディ
声：櫻井孝宏
猫種。26歳。双子の兄で、弟はオージェ。ウェブリン王国の王子。
ウェブリン王国親衛隊・CCK(チューチューナイツ)を率いる、王位継承権第一位の王子である。
現在はウェブリン国王の父を補佐する立場にある。ちなみに国王に「狼狩り」をそそのかした首謀者でもある。
異様な程に狼種を毛嫌いしており、「皆殺しの狂猫」の二つ名を持つ。
フィオナに異常なまでに執着している。その執着はどこから来るものなのか今の時点では全くもって謎である。
また、弟のオージェに対して多少甘い面が見られる。
オージェ・フォン・ガバルディ
声：吉野裕行
猫種。26歳。双子の弟で、兄はメヨーヨ。ウェブリン王国の王子。吟遊詩人であり、ヴァイオリンを用いての演奏を得意としている。
兄のメヨーヨとは正反対にオチこぼれ街道まっしぐらのダメ猫を装っているが、実は兄以上の切れ者。兄の邪魔をしてくる者、命を狙ってくる者を数年前からことあるごとに暗殺してきた。
兄のメヨーヨが絶対的存在のいわゆるブラコンである。普段は人懐っこい態度をとっているが、その裏には冷酷な顔を持つ。
ネッソ・ガーランド
声：三木眞一郎
人間種。24歳。フィオナの腹違いの兄。
妹のフィオナを溺愛しており、自他共に認めるシスコン。フィオナのことをよく「お姫様」と言う。
ウェブリン王国騎士団・有翼騎士団(グライフリッター)の筆頭騎士であり、剣の腕は国一番である。
ザラ・スキーンズ
声：石田彰
22歳。兎種。
幼少時に戦乱に巻き込まれた戦争孤児である。フィオナの父・エドガーによって保護され、ネッソと共に育てられた。
その為にガーランド家には絶対の忠誠を誓い、執事として働いている。
博識で、薬草には特に詳しい。穏やかで人当たりが良いが、親しい相手にはたまに黒い一面を見せることも。
アルル・V・フェルノア
声：森川智之
30歳。狼種。ラスの兄。
「リメナス」と呼ばれる狼の残党を率い、各街で連続猟奇殺人事件を起こしては、人間や他の種族への復讐を行っている。
ウェブリンの元騎士で、ある事件をきっかけに「狼狩り」によって追われる身となった。
他種族を全て根絶やしにすることで美しい世界を作ろうと考えている。
ギラン・ギノー
声：谷山紀章
17歳。狼種。アルルの腹心。PC版のみの攻略対象キャラクター。
俊敏な動きと一撃で相手を殺せる力をもっており、弄ぶように殺すことを楽しんでいる殺人狂である。特殊な暗殺器具チャクラムを武器としている。
アルルに褒められないと気が済まないという可愛い一面を持っている。またことあるごとにアルルの弟ラスにつっかかっている。
ユリアン
声：細谷佳正
27歳。猫種。ウェブリン王城の庭師。PC版のみの攻略対象キャラクター。
王室の空中庭園を一人で仕上げる程の才能を持つ。
物静かで穏やか、そして優しげな雰囲気がある。
実はメヨーヨとオージェの兄で、第一王子として王位を継ぐはずだったが、数年前に既に廃嫡されている。
過去に双子から酷い仕打ちを受けている。
パール
声：岡本信彦
12歳。犬種。リッチーと兄弟で、リッチーの兄である。PSP版のみの攻略対象キャラクター。
孤児として預けられているところをフィオナの父・エドガーによって使用人として引き取られ、それ以来フィオナの話し相手になっている。
基本的には犬の姿で生活しているが、たまに人の姿になる。
フィオナのことが大好きで、楽観的思考を持っている。
リッチー
声：下野紘
12歳。犬種。パールと兄弟で、パールの弟である。PSP版のみの攻略対象キャラクター。
孤児として預けられているところをフィオナの父・エドガーによって使用人として引き取られ、それ以来フィオナの話し相手になっている。
基本的には犬の姿で生活しているが、たまに人の姿になる。
パールと同様、フィオナのことが大好き。女の子の格好をしているがれっきとした男子で、いわゆる“男の娘”。
エルザ・クリフォード
声：岸尾だいすけ
25歳。獅子種。位置づけはネッソの部下であるが、ネッソの親友であり、相棒という存在。PSP版のみの攻略対象キャラクター。
ネッソの人柄に惹かれており、また恩義もあるため、メヨーヨやオージェの命令に逆らってでもネッソに従おうとする男気のある青年。
スタッフブログのスタッフの発言により、「残念イケメン」と称されているが、実際PC版の店舗特典ドラマCDのシナリオ内で残念な姿を見せている。

### サブキャラクター
CCK(チューチューナイツ)
メヨーヨとオージェに仕えている鼠種の騎士達の総称。双子が幼少期の頃から仕えている。団長のレオニダスをはじめ、ヴィンセント、ダヴィデ、ラド、ナック等がいる。大好物は、褒美にと与えられるナッツ。
エドガー・ガーランド
フィオナの父親。過保護だが穏やかな性格。ガバルディ六世の戦友。
バルデス・フォン・ガバルディ
「狼狩りの令(ジェノサイドウルフ)」を下した張本人。ガバルディ六世とはこの人物を指す。
メヨーヨとオージェの双子兄弟、そしてユリアンの父親だが、双子兄弟の傀儡と化している。なお、ユリアンを廃嫡した理由については不明。
エレノーラ
メヨーヨとオージェの母親。数年前に他界、PC版にて詳細が語られている。
レイリー
ユリアンの母親。メヨーヨとオージェの謀略によって、数年前に他界している。
エルヴィラ
メヨーヨの元許嫁であり、アルルの元恋人。ロベイラ種。

## 関連用語
ウェブリン王国
本作品の舞台となる架空の地。
四方を豊かな大自然、美しい森に囲まれている。かつて人間種・猫種・狼種力を合わせて平定したと言われている。
ゾディバ
突如ウェブリン国内で発生した伝染病。通称・狂狼病(きょうろうびょう)。
発病した者は脳味噌を喰い荒らされ、肌は黒く斑点に染まり、最終的には発狂してしまうという原因不明の疫病である。
人々の中では狼種による呪いだと言われ、PC版では魔女の仕業だと信じる者も多い。
狼狩りの令(ジェノサイドウルフ)
10年前に謀反事件をきっかけにして下された正式な命令。凶暴化した狼を狩るための法令。
BLACK WOLVES SAGA(黒い狼種の伝承)
10年前の謀反事件から始まった狼種に纏わる陰惨な歴史のことを指す。
Bloody Nightmare(血まみれの悪夢)
他種族までも巻き込んだ、狼種と猫種の凄惨な戦いのことを指す。
ウェブリンの歴史家達が後世にそう名づけた。

## 主題歌
PC版・Bloody Nightmare

OPテーマ「Dear Despair」
歌：ラス・ヴォガード(CV：梶裕貴)/作詞：岩崎大介/作曲・編曲：光田康典
EDテーマ「TESTAMENT」
歌：lasah/作詞：岩崎大介/作詞・作曲：土屋俊輔
英語版の歌詞の翻訳はlasahが担当。
挿入歌「希望-nameless diva ver.-」
歌：lasah/作詞・作曲・編曲：土屋俊介

PSP版・Last Hope

OPテーマ「Tears」
歌・ラス・ヴォガード(CV：梶裕貴)/作詞：岩崎大介/作曲・編曲：土屋俊介
EDテーマ「堕罪in[DaSein]」
歌：lasah/作詞：岩崎大介/作詞・作曲：亀岡夏海
英語版の歌詞の翻訳はlasahが担当。
挿入歌「追憶-nameless diva ver.-」
歌：lasah/作詞・作曲・編曲：土屋俊介

## 関連商品

### ソフトウェア
BLACK WOLVES SAGA-Bloody Nightmare-
PC版。猫の双子王子がメインのストーリーなっている。PC版限定攻略対象キャラクターはギランとユリアン。
BLACK WOLVES SAGA-Last Hope-
PSP版。狼種の青年・ラスがメインのストーリーになっている。PSP版限定攻略対象キャラクターはパールとリッチーとエルザ。
BLACK WOLVES SAGA-Weiβ und Schwarz-
Vita版。上記二つが収録されている他、Vita版移植にあたって追加ストーリーも用意されている。

### CD
BLACK WOLVES SAGA -Bloody Nightmare- Song collection「Dear Despair」
CDシリーズ第1弾。PC版の主題歌とミニドラマが収録されている。ミニドラマの登場キャラクターはメヨーヨ、オージェ、ユリアン、ギランの4人。
夏のコミックマーケットで先行販売された。
BLACK WOLVES SAGA Original Sound Track plus Drama
CDシリーズ第2弾。PC版とPSP版両方の楽曲と長編ドラマが収録されている二枚組。
ドラマの登場キャラクターはラス、メヨーヨ、オージェ、ネッソ、ザラ、アルルの6人。
AGF(アニメイトガールズフェスティバル)にて先行販売された。
BLACK WOLVES SAGA -Last Hope- Song collection 「Tears」
CDシリーズ第3弾。PSP版の主題歌とミニドラマが収録されている。ミニドラマの登場キャラクターはラス、アルル、パール、リッチー、エルザの5人。

### 書籍
BLACK WOLVES SAGA Bloody Nightmare & Last Hope オフィシャルファンブック